# 정업원 터
정업원 터(淨業院 터)는 조선 제6대 단종의 비(妃) 정순왕후(定順王后) 송씨가 단종의 명복을 빌면서 살던 곳이다. 서울특별시 종로구 숭인동에 있다. 1972년 5월 25일 서울특별시 유형문화재 제5호로 지정되었다.

## 개요
단종의 왕비인 정순왕후 송씨를 추모하기 위해 세운 비이다. 조선 영조 47년(1771)에 세운 비로, 비문 일부와 비각 현판의 글은 왕이 손수 쓴 것이다.
송씨는 단종이 영월에서 죽음을 당하자, 정업원에 머물며 평생 동안 그의 명복을 빌었다. 정업원은 여승방(女僧房)으로 원래 창덕궁에서 그리 멀지 않은 도성 안에 있는데, 성 밖에 있었다는 전설에 따라 이곳에 비를 세우고 비각도 짓게 되었다. 이는 정순왕후 송씨가 동대문 밖인 이곳에서 지냈던 사실과 정업원의 주지로 있었던 일이 얽혀서 잘못 전해온 것으로 보인다.

## 명칭 변경
종전 문화재 지정명칭은 정업원구기(淨業院舊基)이었으나, 조선 세조에 의해 단종이 영월로 유배되자 그의 비(妃)인 정순왕후가 단종을 그리워하며 생을 마쳤다고 전해지는 정업원(淨業院)의 터와 그 터 위에 영조가 친필로 정업원 터임을 확인하고 '정업원구기(淨業院舊基)'라고 친필로 써 세운 비를 2008년에 문화재로 확정하고, 지정명칭 변경기준에 따라 정업원 터로 한글화하여 문화재 명칭이 변경되었다.

## 현지 안내문
이곳은 단종비 정순왕후 송씨(定順王后 宋氏: 1440~1521)가 궁에서 물러난 뒤 평생을 살았던 곳이다. 정순왕후는 단종이 강원도 영월로 유배를 떠나자 이곳에서 단종이 있는 동쪽을 바라보며 안녕을 빌었다. 단종이 죽은 후 1521년(중종 16) 82세로 세상을 떠날 때까지 단종의 명복을 빌며 평생을 보냈다. 훗날 영조가 이곳이 정순왕후가 머물렀던 곳임을 알게 되어, 1771년(영조 47)에 ‘정업원구기(淨業院舊基)’라는 비석을 세워 표지로 삼도록 하였다. 원래 정업원이란 양반 출신의 여인들이 출가하여 머물던 절을 말한다. 정업원과 마주하는 봉우리에는 ‘동망봉(東望峰)’이라는 글씨가 새겨져 있는데, 이곳은 정순왕후가 단종이 있는 영월 쪽을 좀더 잘 보기 위해 올랐던 곳이라고 알려져 있다. 정업원 터 비석에는 ‘정업원 옛 터 신묘년(영조 47) 9월 6일에 눈물을 머금고 쓰다(淨業院舊基歲辛卯九月六日飮淚書)’라는 글씨와 비각 현판에 ‘앞산 뒷바위 천만년을 가오리(前峰後巖於千萬年)’라는 글이 있다. 이것은 모두 영조의 친필이다. 이 비석은 정면 1칸 측면 1칸의 팔작지붕을 한 비각 안에 있다.

## 참고 문헌
- 정업원 터 - 국가유산청 국가유산포털

 본 문서에는 서울특별시에서 지식공유 프로젝트를 통해 퍼블릭 도메인으로 공개한 저작물을 기초로 작성된 내용이 포함되어 있습니다.